# Firma (roman)
Firma (în engleză The Firm) este un roman polițist american scris de John Grisham, autor specializat în romane juridice, publicat în anul 1991. A devenit un bestseller și a fost ecranizat în anul 1993, sub numele Firma.

## Intrigă
Mitchell „Mitch” Y. McDeere, un avocat tânăr și inteligent, abia absolvent al Facultății de Drept a Universității Harvard, este curtat de mai multe cabinete importante de avocatură. Însă în cele din urmă alege un cabinet micuț din Memphis, statul Tennessee, cabinetul „Bendini, Lambert & Locke” care i-a propus un salariu important și mai multe avantaje.
Mitch însă nu se așteaptă la aventurile surprinzătoare în care va fi implicat, avocații firmei fiind imorali și având contacte cu mafia, iar pe urmele firmei se află FBI-ul care încearcă să se folosească de Mitch pentru a distruge firma.

## Personaje principale
- Mitchell „Mitch” Y. McDeere, personajul principal din roman.
- Abigail „Abby” McDeere, soția lui Mitch.
- Ray McDeere, fratele lui Mitch, aflat la închisoare.
- Oliver Lambert, un asociat și co-fondator al firmei.
- Nathan Locke, numărul 2 din firmă. A crescut în Chicago și a servit familia mafiotă Morolto încă d ela vârsta de 10 ani.
- Avery Tolar, un asociat de la firmă și mentor al lui Mitch.
- Lamar Quin, un asociat de la firmă, prieten cu Mitch.
- DeVasher, fost ofițer de poliție din New Orleans, șeful securității de la firmă.
- Lou Lazarov, un locotenent al familiei mafiote Morolto care controlează firma.
- Joey „Preotul” Morolto, capul familiei mafiote Morolto. Fratele mai mic al lui Mickey Morolto, moștenește conducerea familiei la decesul tatăul său în 1980.
- Eddie Lomax, un detectiv particular angajat de Mitch ca să anchetez firma.
- Tammy Hemphill, secretara și amanta lui Eddie Lomax.
- F. Denton Voyles, directorul FBI.
- Wayne Tarrance, agentul special FBI responsabil cu anchetarea firmei.

## Adaptări
- Filmul Firma, apărut în 1993 și regizat de Sydney Pollack, cu Tom Cruise și Ed Harris în rolurile principale, este bazat pe acest roman.

## Traduceri în limba română
- Grisham, John; Firma, Editura Rao, 1993[1]
- Grisham, John; Firma, Editura Rao, 2003[2]
- Grisham, John; Firma, Editura Rao, 2008[3]
- Grisham, John; Firma, Editura Rao, 2008[4]